# Monimia
Monimia, biljni rod iz porodice boldovki smješten u potporodicu Monimioideae. 
Rodu pripadaju tri priznate vrste sa Maskarena

## Vrste
1. Monimia amplexicaulis Lorence
2. Monimia ovalifolia Thouars
3. Monimia rotundifolia Thouars